# Homalopetalum pumilum
Homalopetalum pumilum là một loài thực vật có hoa trong họ Lan. Loài này được (Ames) Dressler mô tả khoa học đầu tiên năm 1964.